# Spoorlijn Remiremont - Cornimont
De Spoorlijn Remiremont - Cornimont was een Franse spoorlijn van Remiremont naar Cornimont. De lijn was in totaal 20,7 km lang en heeft als lijnnummer 061 000.

## Geschiedenis
De spoorlijn werd door de Chemins de fer de l'Est in geopend op 6 september 1879. In 1989 is de lijn gesloten voor personenvervoer en in 1992 voor goederenvervoer en sindsdien omgevormd tot fietspad.

## Aansluitingen
In de volgende plaats was er een aansluiting op de volgende spoorlijn:
Remiremont
RFN 060 000, spoorlijn tussen Épinal en Bussang

## Galerij

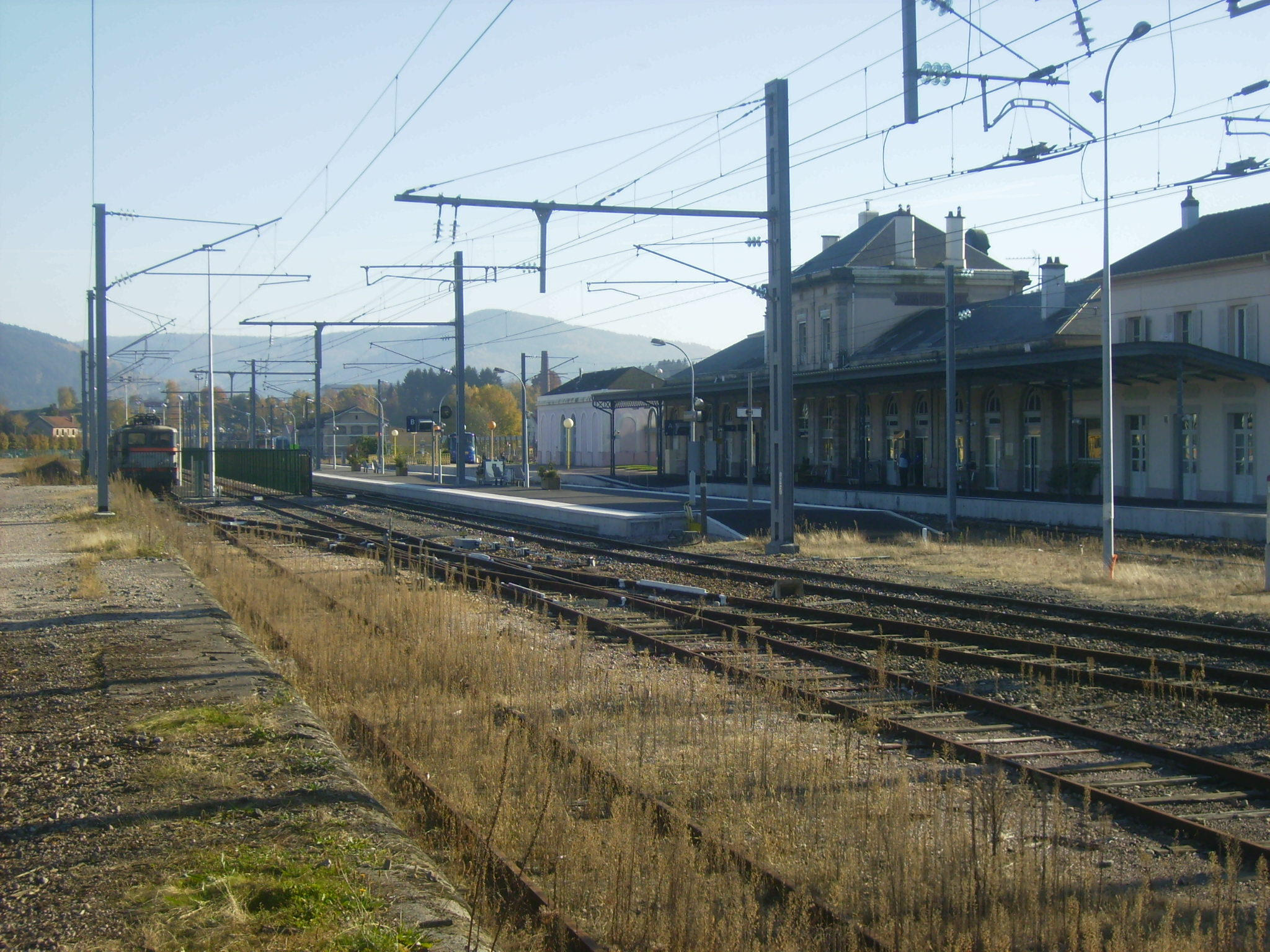
Station Remiremont 2007
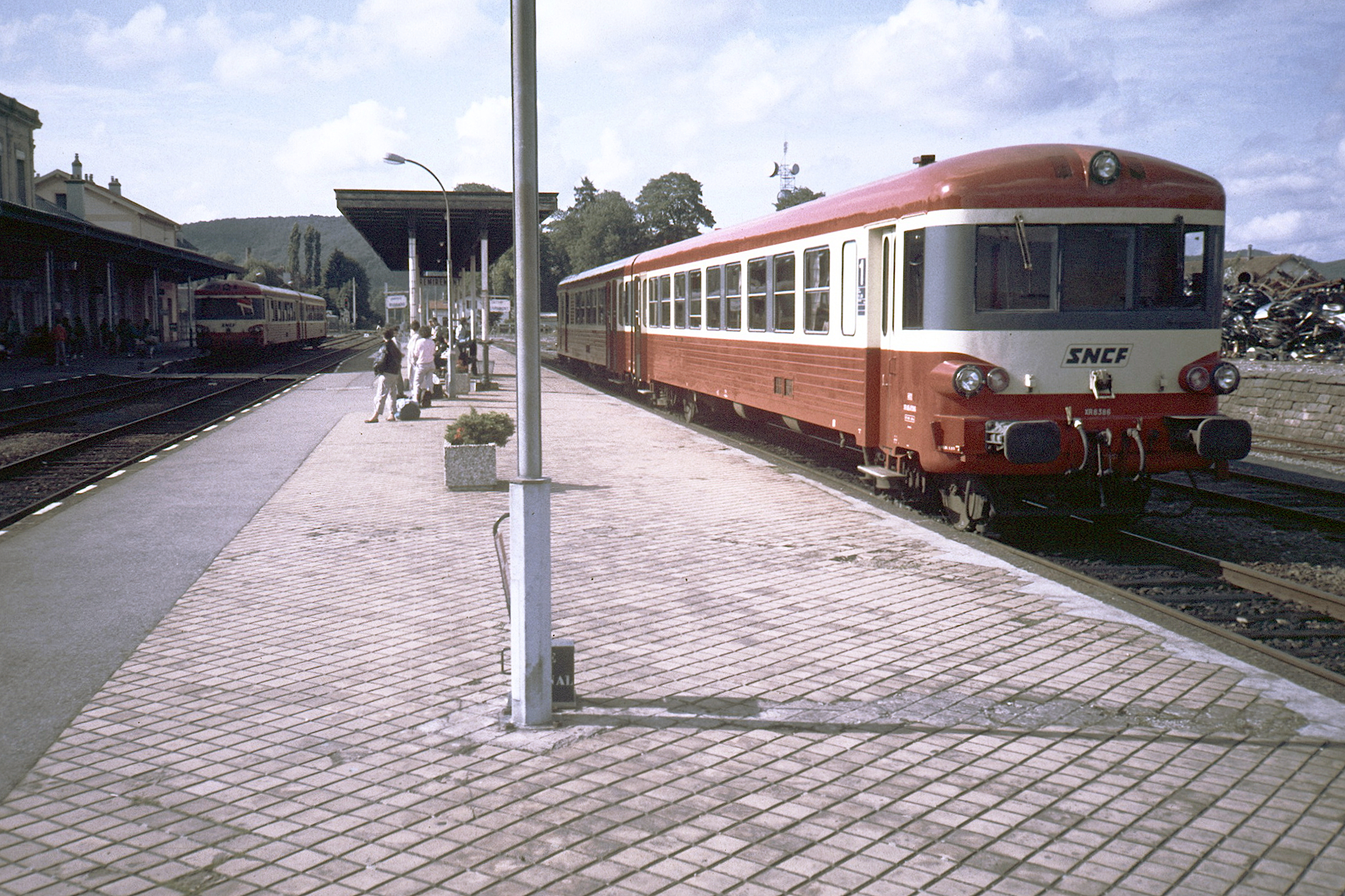
Station Remiremont 1987
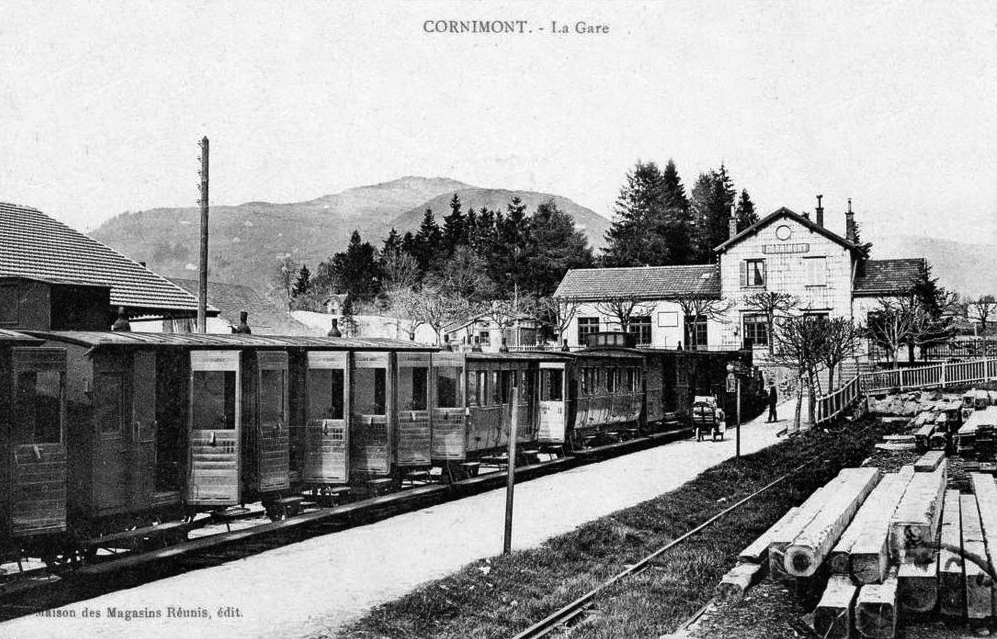
Station Cornimont rond 1910